# 北上済生会病院
北上済生会病院（きたかみさいせいかいびょういん）は、社会福祉法人恩賜財団済生会岩手県済生会が岩手県北上市に設置する公的病院である。救急告示病院、第二種感染症指定医療機関等に指定されている。
2020年11月、北上市花園町から北上市九年橋に移転した。

## 診療科
- 内科
- 小児科
- リウマチ科
- 外科
- 整形外科
- 脳神経外科
- 心臓血管外科
- 産婦人科
- 眼科
- 耳鼻咽喉科
- 皮膚科
- 泌尿器科
- リハビリテーション科
- 放射線科
- 麻酔科
- 呼吸器内科
- 循環器内科
- 消化器内科
- 救急科
- 脳神経内科
- 血管外科

## 医療機関の指定・認定
（下表の出典）
| 保険医療機関                                   | 労災保険指定病院                               |
| 更生医療指定医療機関                           | 育成医療指定医療機関                           |
| 精神通院医療指定医療機関                       | 身体障害者福祉法指定医の配置されている医療機関 |
| 生活保護法指定医療機関                         | 医療保護施設                                   |
| 結核指定医療機関                               | 指定養育医療機関                               |
| 戦傷病者特別援護法指定医療機関                 | 原子爆弾被害者医療指定医療機関                 |
| 感染症指定医療機関（第二種感染症指定医療機関） | 公害医療機関                                   |
| 母体保護法指定医の配置されている医療機関       | 臨床研修指定病院                               |
| 特定疾患治療研究事業委託医療機関               | DPC対象病院                                    |
| 指定小児慢性特定疾病医療機関                   | 無料低額診療事業実施医療機関                   |
| 地域周産期母子医療センター                     |                                                |

- 救急告示病院（二次救急）[4]
- このほか、各種法令による指定・認定病院であるとともに、各学会の認定施設でもある。

## 交通アクセス
- 岩手県交通　｢横3・翔2｣
- おに丸号

以上の路線で、「北上済生会病院」停留所下車

## 周辺
- 岩手県警北上警察署（隣接）[5]
- 和賀川[5]